# Agathisanthemum
Agathisanthemum – rodzaj roślin z rodziny marzanowatych (Rubiaceae). W zależności od ujęcia obejmuje od 4 do 5–6 gatunków. Występują w Afryce równikowej i na Komorach.

## Systematyka
Pozycja systematyczna według APweb (aktualizowany system APG III z 2009)
Jeden z rodzajów roślin z rodziny marzanowatych (Rubiaceae) z rzędu goryczkowców (Gentianales). W obrębie rodziny reprezentuje podrodzinę Rubioideae i plemię Spermacoceae. Należące tu gatunki bywają klasyfikowane także do rodzaju Hedyotis.
Wykaz gatunków
- Agathisanthemum assimile Bremek.
- Agathisanthemum bojeri Klotzsch
- Agathisanthemum chlorophyllum (Hochst.) Bremek.
- Agathisanthemum globosum (Hochst. ex A.Rich.) Klotzsch